# تسويق إلكتروني
التسويق الإلكتروني (بالإنجليزية: E-Marketing): ويعرف أيضًا باسم التسويق الرقمي (بالإنجليزية: Digital Marketing) أو التسويق عبر الشبكة (بالإنجليزية: web marketing) أو (Internet Marketing)، ويشمل جميع الأساليب والممارسات ذات الصلة بعالم التسويق عبر شبكة (الإنترنت): الاتصال عبر الإنترنت، وتحسين التجارة الإلكترونية.

## أدوات التسويق الإلكتروني
- تحسين محركات البحث SEO محركات البحث الإلكترونية كمحرك البحث جوجل وياهو وبنج: حيث تعتبر هذه المحركات من أهم وأكبر المصادر التي تقود الزبائن المحتملين إلى موقعك، ويمكن أن تُصَنَّف مصادر الزوار إلى نوعين رئيسيين، مصدر أصلي (بالإنجليزية Organic Traffic)، وهو يعتمد بشكل رئيسي على ملائمة موقعك لنتيجة عملية البحث ليتصدر موقع معين نتائج البحث عن كلمات مفتاحية معينة)، ويعتبر هذا النوع مجاني نوعاً ما (حيث أنك تدفع للمبرمج أو الأخصائي لعمله فقط، ولن تدفع على كل زبون يصل إلى موقعك)، على عكس النوع الثاني، وهو المصدر المدفوع (بالإنجليزية Paid Traffic) الذي يسمح لك بالمزاودة والدفع لإعلانات تظهر في بداية صفحة نتيجة البحث (يكون واضحاً أنها إعلان وليست نتيجة أصلية)، يتم هذا بالعادة على كلمات مفتاحية معينة، فمثلاً شركة تأجير سيارات سياحية في دولةٍ ما، بإمكانها إنشاء حملة مدفوعة بحيث تظهر إعلانات للشركة لجميع المتصفحين من الدولة/الدول التي تعمل بها الشركة عند بحثهم عن كلمات مثل «سيارات سياحية للإيجار» أو ما شابه ذلك، وفي هذه الطريقة، تدفع الشركة المعلنة لمحرك البحث عن كل عملية نقر تمت على الإعلان.
- التسويق عبر شبكات التواصل الاجتماعي مثل الفيس بوك وتويتر وإنستغرام وتيك توك وغيرها.
- مواقع الملتيميديا كاليوتيوب وفيميو.
- برنامج المشاركة التسويقي.
- النشرة الإخبارية وبريد إلكتروني.
- الموقع الإلكتروني لتحسين بيئة العمل المنتج على صفحات الموقع.
- الدعاية الإلكترونية.
- التسويق باستخدام الفيديو.
- التدوين والتدوين المصغر مثل ووردبريس وتمبلر.
- تقنيات هكر النمو.
- التسويق عن طريق حث المستهلكين للمشاركة في صناعة المحتوى الترويجي وهو مايعرف بـ (UGC) أي user generated content

## المزايا والعيوب
تقنيات التسويق الإلكتروني تسمح بتطوير العلاقة مع الزبائن إلى مستوى لم يبلغ من قبل: التفاعل المتواصل متاح الآن. وإن لقي بعض المقاومة من بعض الزبائن معتبرين هذا النوع من التسويق تطفلا، أو العكس سالبا للذاتية. ومع ذلك، فإن استخدام تقنيات الإبلاغ الطوعي، مثل ملامح الاهتمام يتزايد قبول بين المستخدمين وخاصة منهم أولئك الذين يترددون على الموقع التجاري.
التسويق الإلكتروني يستخدم للحصول على عملاء لتحقيق الفائدة القصوى للبيع على موقع ما وربح ولاء العملاء.
استخدام الوسائل الحديثة في حين أن تقع تحت شرط قانوني، الأمر الذي يتطلب من المسؤول عن الموقع إجازة إلى أن وفقا لقانون حماية البيانات من 6 كانون الثاني / يناير 1978 (المادة 34)، للمستخدمين الحق في الوصول، وتصحيح وتعديل وحذف البيانات. وكل الأمور المتعلقة بتلك البيانات الشخصية، أو لممارسة حقوقها بموجب قانون حماية البيانات، يجب على المستخدمين أيضاً أن يكونوا قادرين على اكتشاف وسيلة للاتصال بالمسؤول عن الموقع.
على اعتبار أن بيئة الإنترنت الآن أصبحت واسعة الانتشار، وكذلك نظراً للتطور التقني وزيادة سرعة التصفح أصبح من السهل الحصول على أي معلومة تخص منتج أو خدمةٍ ما على هذه الشبكة، كما أصبح بالإمكان اقتناء تلك السلعة والحصول عليها في زمنٍ وجيز، ليتمكن بذلك أي مسوق من الترويج لسلعته وبيعها متخطياً بذلك الحدود الإقليمية لمكان تواجده، وليدخل بسلعته حدود العالمية التي تضمن على الأقل رواجاً أكثر لتلك السلعة أو الخدمة. باختصار، جعل التسويق الإلكتروني الحصول على السلعة أو الخدمة ممكناً دون التقيد بالزمان أو المكان.
يساهم التسويق الإلكتروني في فتح المجال أمام الجميع للتسويق لسلعهم أو خبراتهم دون التمييز بين الشركة العملاقة ذات رأس المال الضخم وبين الفرد العادي أو الشركة الصغيرة محدودة الموارد.
تمتاز آليات وطرق التسويق الإلكتروني بالتكلفة المنخفضة والسهولة في التنفيذ، مقارنةً بآليات التسويق التقليدي، ولن ننسى بالطبع إمكانية تكييف نفقات تصميم المتجر الإلكتروني والدعاية له وإشهاره بصورة مجانية أو بمقابل مادي وفق الميزانية المحددة له، في حين يبدو من الصعب تطبيق مثل هذه الآليات على النشاط التجاري التقليدي.
من خلال استخدام التقنيات البرمجية المصاحبة لبيئة التسويق الإلكتروني ولعمليات الدعاية في هذه البيئة الرقمية يمكن ببساطة تقييم وقياس مدى النجاح في أي حملة إعلانية وتحديد نقاط الضعف والقوة فيها كما يمكن توجيها لتحديد التوزيع الجغرافي للشرائح المقصودة بهذه الحملات وغير ذلك من الأهداف والتي تبدو صعبة التحقيق عند استخدام الوسائل التقليدية.

## الفرق بين التسويق الألكتروني والتقليدي
إن التسويق الألكتروني يتيح لك مشاهدة العدد الدقيق للأشخاص الذين قاموا بمشاهدة الصفحة الرئيسية لموقعك في الوقت الفوري وذلك باستخدام برمجيات التحليل الرقمي المتاحة على منصات التسويق مثل «هاب سبوت».
كذلك تستطيع معرفة عدد الصفحات التي قاموا بزيارتها، ونوعية الأجهزة التي يستخدمونها، ومن أين جاؤوا إلى الموقع، والعديد من البيانات التحليلية الأخرى. إن هذه المعلومات تساعدك على إعطاء الأولوية لقنوات تسويق معينة، استناداً إلى عدد الأشخاص الذين يأتون منها لزيارة موقعك.
على سبيل المثال، إذا كانت 10% من الزيارات تأتي من البحث المجاني، فإنه يجب عليك أن تهتم بتحسين نتائج محركات البحث (SEO) لزيادة تلك النسبة. أما في حالة التسويق التقليدي، فإن معرفة عدد الأشخاص الذين يتفاعلون مع علامتك التجارية يكون صعباً للغاية قبل أن يتواصلوا مع مندوب المبيعات أو يقوموا بعملية الشراء.
ولكن مع التسويق الإلكتروني، فإنك تستطيع معرفة توجهات الزبائن وأنماط سلوكهم قبل أن يصلوا إلى المرحلة النهائية في رحلة الشراء. بمعنىً آخر، التسويق الإلكتروني يسمح لك باتخاذ القرارات بناءً على معطيات ومعلومات حول كيفية اجتذاب الزبائن إلى موقعك الإلكتروني

## أنواع التسويق الألكتروني
أصبح التسويق الإلكتروني من أهم الضروريات في حياة المؤسسات والمصانع والشركات التجارية في المجتمعات المحلية والعالمية، فمئات الملايين أصبحوا يتصلون بشبكة الإنترنت يومياً من جميع أنحاء العالم، ومن هذا المنطلق فقط تحول الإنترنت إلى قناة تسويقية كبيرة وأصبح التسويق الإلكتروني أفضل الأدوات المستخدمة لفتح أسواق جديدة للشركات بحيث تقوم باستغلال تلك الفرصة وتحويل الإنترنت إلى سوق مفتوح سواء محلي أو دولي متنوع الجمهور لترويج السلع والخدمات، وتحقيق أهداف رجال الأعمال والشركات من خطط التسويق الإلكتروني لتحقيق أعلى عائد من الأرباح.
- التسويق الإلكتروني عن طريق مواقع الإعلانات المجانية على الإنترنت.
- التسويق الإلكتروني عبر تطبيقات الهواتف الذكية.
- التسويق الإلكتروني عن طريق المنتديات العامة والمتخصصة.
- التسويق الإلكتروني عن طريق أدلة وفهارس مواقع الإنترنت.
- التسويق الإلكتروني عن طريق صفحات الموقع.
- التسويق الإلكتروني عن طريق المواقع الاجتماعية.
- التسويق الإلكتروني عن طريق مواقع الفيديوهات.
- التسويق الإلكتروني عن طريق الإعلان بالنقر في محركات البحث.
- التسويق الإلكتروني عن طريق الإعلان بالنقر في المواقع الاجتماعية.
- التسويق الإلكتروني عبر حملات البريد الإلكتروني.
- التسويق الإلكتروني بالبنرات عن طريق مواقع الإعلانات المدفوعة.
- التسويق الإلكتروني عن طريق المدونات.
- التسويق الإلكتروني الإعلامي في المجلات والصحف.